# الكوامل قبلي
قرية الكوامل قبلى هي إحدى القرى التابعة لمركز المنشأة بمحافظة سوهاج في جمهورية مصر العربية. حسب إحصاءات سنة 2006، بلغ إجمالي السكان في الكوامل قبلى 5273 نسمة، منهم 2671 رجل و2602 امرأة.